# Miss District de Columbia USA
Miss District de Columbia USA est un concours de beauté féminin, réservé aux jeunes femmes de 17 à 27 ans, habitant de l'état du District de Columbia, la gagnante est qualifiée à l'élection de Miss USA.

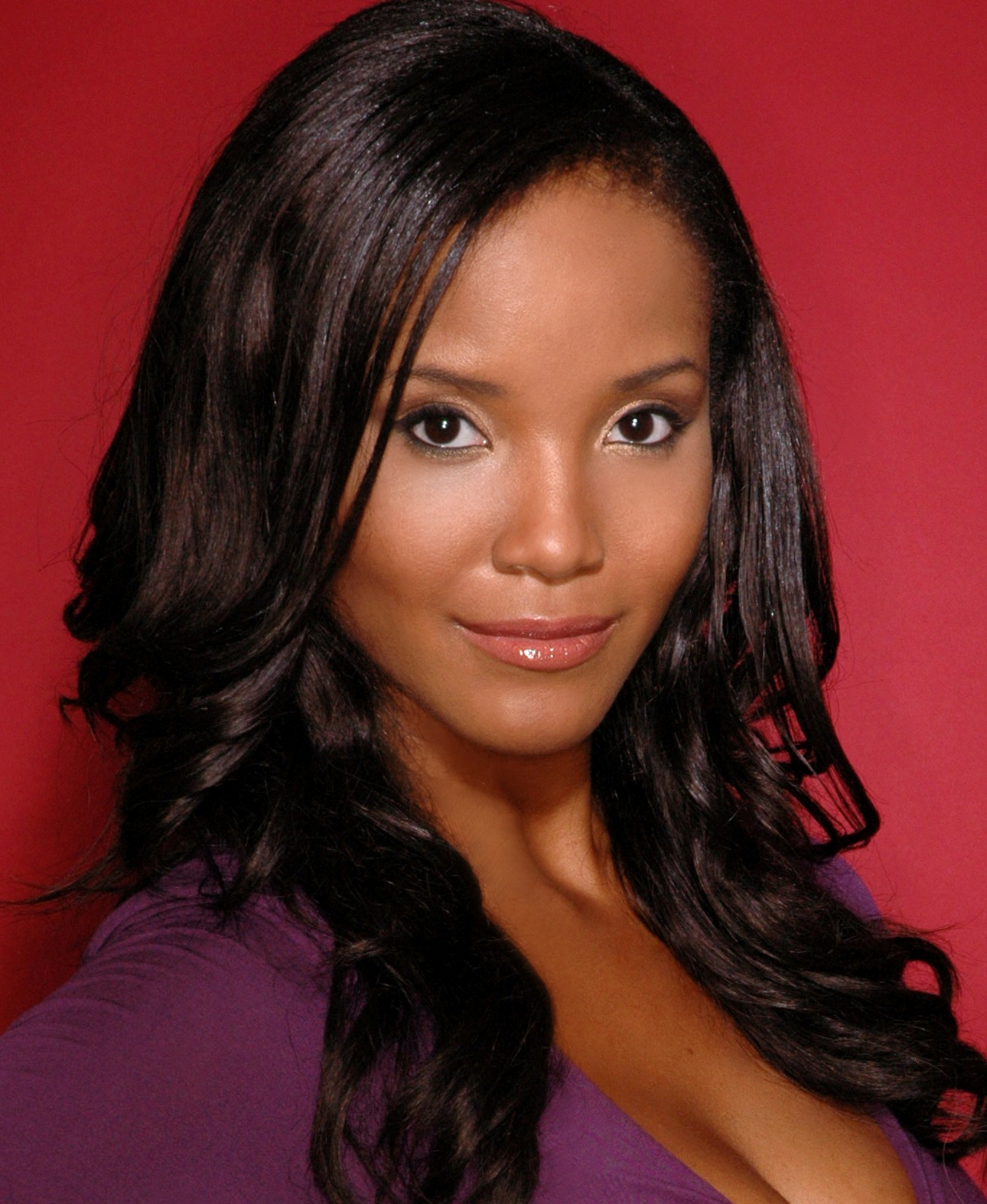
Shauntay Hinton, Miss USA (2002).

La dernière gagnante à avoir remporté le titre de Miss USA est Kára McCullough en 2017.

## Titulaires
| Année | Nom                      | Domicile         | Âge1            | Classement à Miss USA    | Prix spécial Miss USA | Notes |
| ----- | ------------------------ | ---------------- | --------------- | ------------------------ | --------------------- | --- |
| 2024  | Kleo Torres              | Washington, D.C. | 26              | Finaliste au Top 20      |                       | |
| 2023  | Cassie Baloue            | Washington, D.C. | 25              | Finaliste au Top 20      |                       | |
| 2022  | Faith Porter             | Washington, D.C. | 23              | Finaliste au Top 16      |                       | |
| 2021  | Sasha Perea              | Washington, D.C. | 27              |                          |                       | |
| 2020  | Cierra Jackson           | Washington, D.C. | 27              | Finaliste au Top 16      |                       | |
| 2019  | Cordelia Cranshaw        | Washington, D.C. | 26              | Finaliste au Top 10      |                       | |
| 2018  | Bryce Armstrong          | Washington, D.C. | 21              |                          |                       | |
| 2017  | Kára McCullough          | Washington, D.C. | 25              | Miss USA 2017            |                       | |
| 2016  | Deshauna Barber          | Columbus         | 26              | Miss USA 2016            |                       | Participation Miss Virginie Internationale 2011 |
| 2015  | Lizzy Olsen              | Washington, D.C. | 26              |                          |                       | |
| 2014  | Ciera Nicole Butts       | Washington, D.C. | 23              |                          |                       | Participation Miss Maryland United States 2013 |
| 2013  | Jessica Frith            | Houston          | 26              |                          |                       | |
| 2012  | Monique Tompkins         | Washington, D.C. | 23              |                          |                       | |
| 2011  | Heather Swann            | Washington, D.C. | 22              |                          |                       | |
| 2010  | MacKenzie Green          | Washington, D.C. |                 |                          |                       | |
| 2009  | Nicole White             | Washington, D.C. | 20              |                          |                       | Ancienne Miss District of Columbia Teen USA 2004. |
| 2008  | Chelsey Rodgers          | Washington, D.C. | 25              |                          |                       | Concurrente au National Sweetheart 2006 |
| 2007  | Mercedes Lindsay         | Washington, D.C. | 26              |                          |                       | |
| 2006  | Candace Allen            | Washington, D.C. | 22              | Finaliste au Top 10      |                       | |
| 2005  | Sarah-Elizabeth Langford | Washington, D.C. | 26              |                          |                       | Ancienne Miss District of Columbia 2002 / ancienne concurrente et gagnante du Fear Factor (en) en 2005. |
| 2004  | Tiara Dews               | Washington, D.C. | 21              |                          |                       | Ancienne Miss District of Columbia Teen USA 2000, top 10 à Miss Teen USA 2000. |
| 2003  | Michelle Dollie Wright   | Washington, D.C. | 26              |                          |                       | Ancienne Miss District of Columbia Teen USA 1995. |
| 2002  | Shauntay Hinton          | Washington, D.C. |                 | Miss USA 2002            |                       | |
| 2001  | Liane Angus              | Washington, D.C. |                 | 1re dauphine             |                       | |
| 2000  | Juel April Casamayor     | Washington, D.C. | 26              |                          |                       | |
| 1999  | Amy Alderson             |                  |                 |                          |                       | |
| 1998  | Zanice Lyles             |                  |                 |                          |                       | |
| 1997  | Napiera Groves           | Washington, D.C. | 21              |                          | Miss Congeniality     | |
| 1996  | La Chanda Jenkins        |                  | 19              |                          |                       | |
| 1995  | Marci Andrews            |                  |                 |                          |                       | |
| 1994  | Angela McGlowan          |                  |                 |                          |                       | |
| 1993  | Alena Neves              | Washington, D.C. |                 |                          |                       | |
| 1992  | Wanda Jones              |                  |                 |                          |                       | |
| 1991  | Lakecia Smith            |                  |                 |                          |                       | |
| 1990  | Catherine Staples        |                  | 23              | Demi-finaliste, 7e place |                       | |
| 1989  | Somaly Susan Sieng       |                  |                 |                          |                       | |
| 1988  | Elva Anderson            |                  |                 |                          | Miss Congeniality     | |
| 1987  | Edwina Richard           |                  |                 |                          |                       | |
| 1986  | Desiree Keating          | Washington, D.C. |                 |                          |                       | Participation à Miss District of Columbia 1984 |
| 1985  | Christal Chacon          | Washington, D.C. |                 |                          |                       | |
| 1984  | Steffanee Leaming        | Washington, D.C. | 21              | 4e dauphine              |                       | |
| 1983  | Julie Anne Warner        | Washington, D.C. |                 |                          |                       | |
| 1982  | Lori Esteep              | Washington, D.C. |                 |                          |                       | |
| 1981  | Belinda Johnson          | Washington, D.C. |                 |                          |                       | |
| 1980  | Marianne Ritter          |                  | 18              |                          |                       | |
| 1979  | Cynthia Ramsay           |                  |                 |                          |                       | |
| 1978  | Wanda Clineman           |                  |                 |                          |                       | |
| 1977  | Sharon Sutherland        |                  | 21              | Demi-finaliste           |                       | |
| 1976  | Nancy Stitt              |                  |                 |                          |                       | Nancy Sitt concourt à Miss USA, mais Mary Theresa Clair est listée comme Miss DC USA 1976 sur le site Miss DC USA. |
| 1975  | Mary Lamond              |                  |                 | Demi-finaliste           |                       | |
| 1974  | Robin Lee Utterback      |                  |                 | Demi-finaliste           |                       | |
| 1973  | Nancy Plachta            |                  |                 | Demi-finaliste           |                       | |
| 1972  | Janet Gail Greenawalt    |                  |                 | Demi-finaliste           |                       | |
| 1971  | Susan Pluskoski          |                  |                 | Demi-finaliste           |                       | Miss New Jersey 1973 sous le nom de Suzanne Plummer, 2e dauphine de Miss America 1974. |
| 1970  | Nikki Phillips           |                  | 22              | Demi-finaliste           |                       | |
| 1969  | Shelley Gosman           |                  | 19              |                          |                       | |
| 1968  | Diane Mothershead        |                  |                 |                          |                       | Demi-finaliste à Miss World USA 1967 |
| 1967  | Myra Chudy               |                  |                 | Demi-finaliste           |                       | |
| 1966  | Sue Counts               |                  |                 | Demi-finaliste           |                       | |
| 1965  | Dianna Lynn Batts        | Falls Church     |                 | 4e dauphine              |                       | Mannequin The Price is Right, Miss Monde USA 1965, 1re dauphine de Miss Monde 1965. |
| 1964  | Bobbie Johnson           |                  |                 | Miss USA 1964            |                       | Demi-finaliste à Miss Univers 1964. |
| 1963  | Michele Metrinko         |                  |                 | 1re dauphine             |                       | Gagne par la suite le concours Miss World USA et est listée au top 14 des demi-finalistes à Miss World 1963. Sa sœur Marsha Metrinko concourt également à Miss USA 1963 comme Miss Maryland et à Miss America 1963 comme Miss New York City |
| 1962  | Helen Sweeney            |                  |                 | Demi-finaliste           |                       | |
| 1961  | Patricia Brunette        |                  |                 |                          |                       | |
| 1960  | Doris Lee Jones          |                  |                 |                          |                       | |
| 1959  | Shirley Ann Hobbs        |                  |                 |                          |                       | |
| 1958  | Peggy Wolf               |                  |                 |                          |                       | |
| 1957  | Pas de concours          | Pas de concours  | Pas de concours | Pas de concours          | Pas de concours       | Pas de concours |
| 1956  | Joanne Holler            |                  |                 |                          |                       | |
| 1955  | Pas de concours          | Pas de concours  | Pas de concours | Pas de concours          | Pas de concours       | Pas de concours |
| 1954  | Laura Farley             |                  |                 | Demi-finaliste           |                       | |
| 1953  | Pas de concours          | Pas de concours  | Pas de concours | Pas de concours          | Pas de concours       | Pas de concours |
| 1952  | Pas de concours          | Pas de concours  | Pas de concours | Pas de concours          | Pas de concours       | Pas de concours |